# Capella funerària dels Mèdici
A la Capella funerària dels Medici, annexa a la Basílica de San Lorenzo a Florència es troben en l'actualitat el Museu Estatal de Florència i el monument funerari de la família Mèdici.
Les dues principals parts que es visiten són la prolongació de l'absis de la basílica: la Sagristia Nova, construïda per Miquel Ángel (1519-1529), i la gran Capella dels Prínceps del segle següent, completament coberta amb marbre i pedres semiprecioses on van ser enterrats els grans ducs de la Toscana i les seves famílies.

## La cripta
Va ser projectada per Bernardo Buontalenti. Està coberta per voltes baixes i al seu sòl s'han trobat les làpides dels grans ducs, els seus cònjuges i parents propers. Recentment, s'ha organitzat en diversos taüts, una rica col·lecció de relíquies dels segles XVII i XVIII d'organismes vinculats al Gran Ducat. Des de la cripta s'accedeix a través de dues escales, a la capella dels Prínceps.
A partir de 2004 es van realitzar proves sobre les restes dels Mèdici per aclarir alguns punts foscos de la seva història familiar. Entre els primers descobriments encara no explicats, el cadàver d'un nen desconegut, potser el fill il·legítim d'un personatge de la família.
També hi ha una cripta sota de la basílica, on es troben les tombes de Cosme el Vell i Donatello, però no és accessible des d'aquí.

## La Capella dels Prínceps

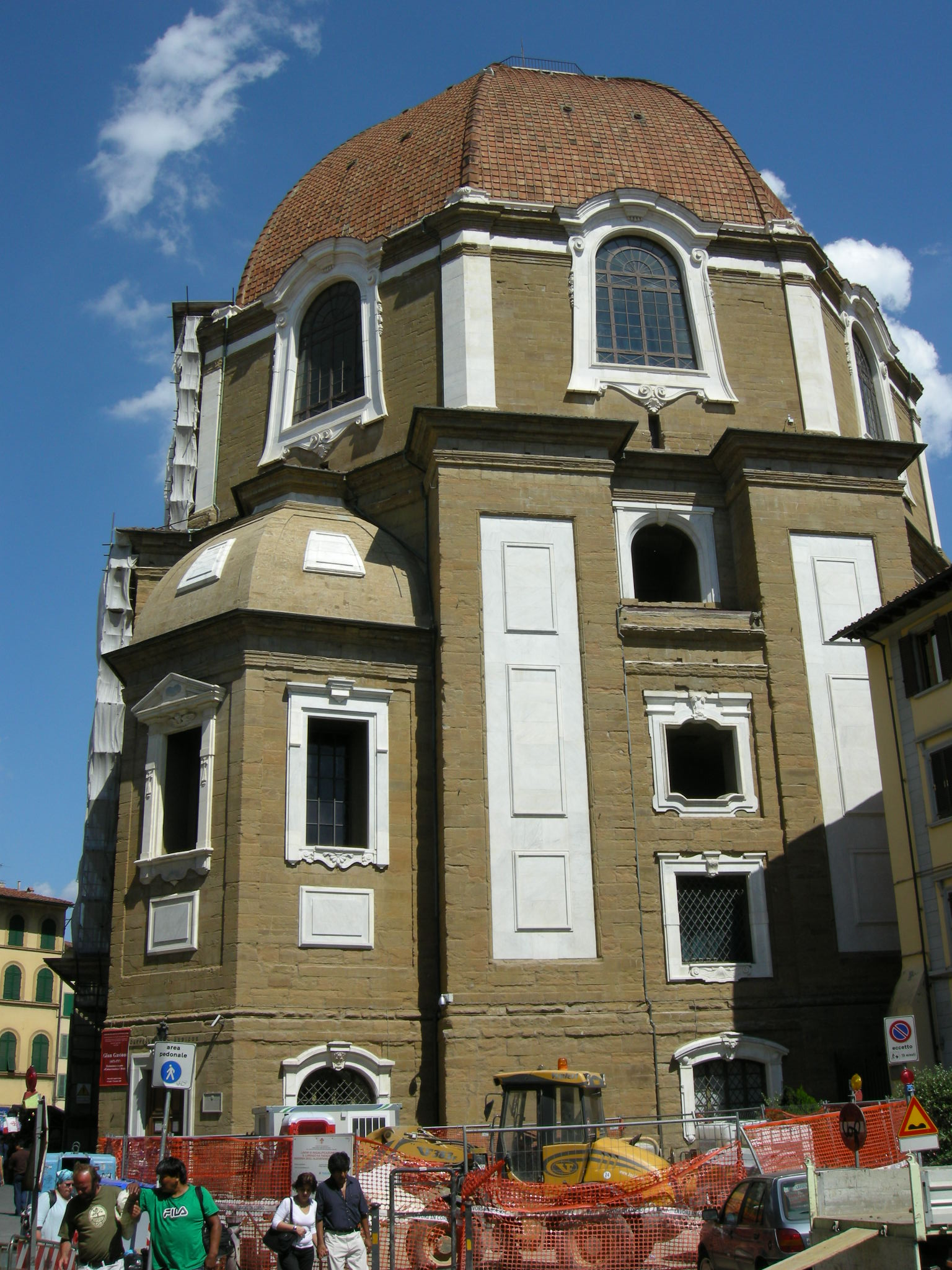
Exterior de la Capella dels Prínceps

El magnífic edifici octogonal de 28 metres d'ample, està coronat per la cúpula de Sant Llorenç, que assoleix una alçada de 59 metres, el segon en bellesa a la ciutat després de la de Brunelleschi.
Va ser ideada per Cosme I, però la seva realització es deu al seu successor, Ferran I, que va encarregar l'obra a l'arquitecte Matteo Nigetti l'any 1604 a partir d'un disseny de Giovanni de Medici, germà del Gran Duc. El mateix Buontalenti intervé modificant part del projecte.
L'enlluernadora esplendor és deguda a les riques incrustacions de pedres semiprecioses, obra d'operaris formats al Opificio delle Pietro Dure. Aquest anomenat art florentí de la comissió, que encara es practica principalment en la decoració de mobles i gerros, troba aquí el seu punt màxim, encara que el to fúnebre va provocar la tria dels colors més apagats i ombrívols amb pòrfir i granit. Per als sòcols es van utilitzar pedres més acolorides i la mareperla, lapislàtzuli i el corall per reproduir les crestes de les setze ciutats toscanes lleials a la família Medici.
En els nínxols es troben les estàtues dos dels grans ducs, Ferran I i Cosme II, ambdues obres de Pietro Tacca realitzades entre 1626 i 1642.
Les tombes pertanyen als gransducs Cosme I (1519-1574), Cosme II (successor de Ferran I, 1590-1561) i Cosme III (successor de Ferran II, 1643-1723). A l'atri del centre, havia de ser el Sant Sepulcre, ja que tenien la intenció de comprar-lo o robar-lo a Jerusalem.
Els sarcòfags són realment buits i les restes dels grans ducs i dels seus familiars s'emmagatzemen en nínxols senzills darrere les parets, a la cripta de Buontalenti.
Des de darrere de l'altar major s'accedeix a una petita sala on s'exposen altres precioses relíquies, alguns dels quals és donació de Lleó X a la ciutat.

## Sagristia Nova
Construïda per Miquel Ángel en fases successives entre 1521 i 1534. Va ser encarregada pel papa Lleó X i el cardenal Juli de Mèdici (futur Climent VII).
Miquel Ángel la va crear a partir de la mateixa planta de la Sagristia Vella de Brunelleschi i divideix l'espai en formes més complexes, amb arcs triomfals que s'obren en una espècie d'àbsides. Va construir, en les dues parets laterals del mur les tombes monumentals dedicades a Julià Duc de Nemours i el seu nebot Llorenç Duc d'Urbino, en cada una de les quals, esculpí tres escultures tallades: les Alegorías del Temps, assegudes sobre les tombes, i els retrats dels ducs. Per la tomba de Julià de Mèdici, assegut amb posat orgullós, va triar el Dia i la Nit, per la de Llorenç, reflexiu i malenconiós, el Crepuscle i l'Aurora.
Ambdues estàtues estan mirant cap al centre de la capella, on Miguel Ángel va esculpir una Verge amb Jesús a la falda. Tornant la seva mirada a la representació d'allò sagrat, els ducs expressen les inclinacions religioses de l'artista. Completant el conjunt, les estàtues dels Sants Cosme i Damià, obra de seguidors de Miquel Àngel.
Sota l'altar estan també enterrats Llorenç el Magnífic i el seu germà Julià de Mèdici, per als que mai hi va haver temps per construir una tomba monumental: en 1534, de fet, Miguel Ángel va sortir de Florència, i finalment va abandonar el treball sense acabar.